# Кубок Львівської області з футболу 2023
Кубок Львівської області 2023 року проводився Львівською асоціацією футболу серед аматорських команд Львівщини. Матчі проходили в період із 4 по 26 листопада 2023 року. В змаганнях взяли участь 17 команд, які виступають у Прем'єр-лізі, Першій та Другій/Третій лігах Львівської області. Серед них 9 команд — представники Прем'єр-ліги Львівщини. 
Усі кубкові протистояння складаються з одного матчу
У вирішальному кубковому двобої зійшлися в герці новоспечені срібний («Миколаїв») та бронзовий («Фенікс») призери Прем'єр-ліги Львівщини. До слова, вони вже зустрічалися у фіналі обласного Кубка – в сезоні 2021-го року після 1:1 за 120 ігрових хвилин перемогу в серії післяматчевих пенальті тоді святкував колектив із Підмонастиря.
У фіналі цьогорічного розіграшу Кубка Львівської області миколаївці завдяки влучному удару свого капітана Григорія Коваля взяли гору над підмонастирським «Феніксом».
На стартових хвилинах другого тайму Назар Цюпка у штрафній площі «Фенікса» отримав по ногах від Романа Гнатіва – арбітр Олександр Шандор призначив пенальті у ворота номінальних гостей. Дмитро Малоїд потягнув удар Григорія Коваля з одинадцятиметрової позначки, але капітан «Миколаєва» головою добив кулястого в сітку – 1:0.
По завершенні поєдинку Голова Львівської асоціації футболу Олександр Шевченко та його перший заступник Ярослав Грисьо нагородили на стадіоні тріумфатора цьогорічного розіграшу Кубка Львівської області – ФК «Миколаїв», —– екслюзивним кубком-красенем і золотими медалями. Фіналістам із Підмонастиря дісталися срібні кубкові медалі.
Найкращим гравцем матчу визнали автора переможного для миколаївців забитого м'яча Григорія Коваля.

## Результати матчів кубка Львівської області
Жирним виділено клуби які виступають в Прем'єр-ліги Львівщини.
Джерело:
|  | Перший попередній етап        |                               | Другий попередній етап |                             | Чвертьфінали         |                      | Півфінали                |                          | Фінал                |               | ПЕРЕМОЖЕЦЬ    |      |
|  |                               |                               |                        |                             |                      |                      |                          |                          |                      |               |               |      |
|  | ФК «Новий Розділ»             |                               |                        |                             |                      |                      |                          |                          |                      |               |               |      |
|  |                               |                               | ФК «Новий Розділ»      |                             |                      |                      |                          |                          |                      |               |               |      |
|  | ФК «Мостиська»                | ФК «Мостиська»                | 0:0 пен. 6:5           | 0:0 пен. 6:5                | ФК «Новий Розділ»    | ФК «Новий Розділ»    |                          |                          |                      |               |               |      |
|  |                               |                               |                        |                             | 3:1                  |                      |                          |                          |                      |               |               |      |
|  |                               |                               | «Рух-3» Львів          | «Рух-3» Львів               |                      |                      | ФК «Миколаїв»            | ФК «Миколаїв»            |                      |               |               |      |
|  |                               |                               |                        |                             |                      |                      | 4:0                      |                          |                      |               |               |      |
|  |                               |                               |                        | ФК «Миколаїв»               |                      |                      |                          |                          |                      |               |               |      |
|  | ФК «Качурівка-Радехівщина ТГ» | ФК «Качурівка-Радехівщина ТГ» |                        |                             |                      |                      |                          |                          | ФК «Миколаїв»        | ФК «Миколаїв» |               |      |
|  |                               |                               | «Шахтар» Червоноград   | «Шахтар» Червоноград        |                      |                      |                          |                          | 1:0                  |               | logo          | logo |
|  | «Шахтар» Червоноград          | «Шахтар» Червоноград          | 3:1                    | 3:1                         | «Шахтар» Червоноград | «Шахтар» Червоноград |                          |                          |                      |               | logo          | logo |
|  |                               |                               |                        |                             | 4:2                  |                      |                          |                          |                      |               | logo          | logo |
|  |                               |                               | «Темп» Бібрка/Відники  | «Темп» Бібрка/Відники       |                      |                      | «Юність» В.Білка/Куликів | «Юність» В.Білка/Куликів |                      |               | logo          | logo |
|  |                               |                               |                        |                             |                      |                      | 5:0                      |                          |                      |               | logo          | logo |
|  |                               |                               |                        | «Юність» Верх.Білка/Куликів |                      |                      |                          |                          |                      |               | logo          | logo |
|  | «Гірник» Новояворівськ        |                               |                        |                             |                      |                      |                          |                          |                      |               | logo          | logo |
|  |                               |                               | ЛКС «Погонь» Львів     | ЛКС «Погонь» Львів          |                      |                      |                          |                          |                      |               | ФК «Миколаїв» |      |
|  | ЛКС «Погонь» Львів            | ЛКС «Погонь» Львів            | 3:0                    | 3:0                         | ЛКС «Погонь» Львів   | ЛКС «Погонь» Львів   |                          |                          |                      |               | 1:0           | 1:0  |
|  |                               |                               |                        |                             | 4:1                  |                      |                          |                          |                      |               |               |      |
|  |                               |                               | «Легінь» Брюховичі     | «Легінь» Брюховичі          |                      |                      | «Фенікс» Підмонастир     | «Фенікс» Підмонастир     |                      |               |               |      |
|  |                               |                               |                        |                             |                      |                      | 2:1                      |                          |                      |               |               |      |
|  |                               |                               |                        | «Фенікс» Підмонастир        |                      |                      |                          |                          |                      |               |               |      |
|  |                               |                               |                        |                             |                      |                      |                          |                          | «Фенікс» Підмонастир |               |               |      |
|  | ФК «Дубляни» Львівський р-н.  | ФК «Дубляни» Львівський р-н.  |                        |                             |                      |                      |                          |                          | 5:2                  | 5:2           |               |      |
|  |                               |                               | ФК «Жовква»            |                             |                      |                      |                          |                          |                      |               |               |      |
|  | ФК «Жовква»                   | ФК «Жовква»                   | 3:0                    | 3:0                         |                      |                      |                          |                          |                      |               |               |      |
|  |                               |                               |                        |                             | ФК «Жовква»          |                      |                          |                          |                      |               |               |      |
|  | «Берізка» Підберізці          | «Берізка» Підберізці          |                        |                             | 7:1                  | 7:1                  |                          |                          |                      |               |               |      |
|  |                               |                               | «Берізка» Підберізці   | «Берізка» Підберізці        |                      |                      | ФК «Жовква»              | ФК «Жовква»              |                      |               |               |      |
|  | ФК «Олесько»                  | ФК «Олесько»                  | 2:1                    | 2:1                         |                      |                      | 2:1                      | 2:1                      |                      |               |               |      |
|  |                               |                               |                        | ФК «П'ятничани»             |                      |                      |                          |                          |                      |               |               |      |

1. ↑  Матч зіграно у Львові.

### Фінал
Арбітр: Олександр Шандор.
Помічники арбітра: Юрій Ковальчук, Юрій Суряк.
 Четвертий арбітр: Василь Файда.
 Асистент четвертого арбітра: Андрій Смольський.
 Спостерігач арбітражу: Юрій Можаровський.
 Делегат матчу: Володимир Гевко

#### Склад команд
«Миколаїв»: Фурів Віктор, Заваляк Володимир, Гурський Андрій, Дзюрах Роман, Дмуховський Андрій, Коваль Григорій, Качор Максим, Клим Богдан, Деревецький Дмитро, Цюпка Назар, Адам Богдан (Козловський Павло,  76').
Головний тренер: Віталій Шумський.
«Фенікс»: Малоїд Дмитро, Куртяк Богдан, Шута Артур, Яців Денис (Сидор Назар,  84'), Шишка Михайло, Янчак Вадим, Вільховий Андрій (Заліпа Юрій,  69'), Залога Мар'ян, Фещук Максим, Сороколіт Дмитро, Гнатів Роман (Яворський Павло,  62').
Головний тренер: Андрій Чіх.

#### Статистика матчу
Гол:  54'Григорій Коваль.
Нереалізований пенальті:   Григорій Коваль (54, воротар).
Попередження:   5' Григорій Коваль;  19' Дмитро Деревецький –  40' Максим Фещук;  50' Михайло Шишка;  74' Юрій Заліпа.
Вилучення:  90' Чіх Андрій (нецензурні висловлювання на адресу арбітра).